# کرسی-آن-پونتیو
کخسی آنپنسیو (به فرانسوی: Crécy-en-Ponthieu) یک کمون در کشور فرانسه است که در canton of Crécy-en-Ponthieu واقع شده‌است.

## خصوصیات
کخسی آنپنسیو ۵۶٫۵۵ کیلومترمربع مساحت و ۱٬۵۹۴ نفر جمعیت دارد و ۳۶ متر بالاتر از سطح دریا واقع شده‌است.